# Molophilus (Molophilus) inusitatus
Molophilus (Molophilus) inusitatus is een tweevleugelige uit de familie steltmuggen (Limoniidae). De soort komt voor in het Neotropisch gebied.